# Eurosport
Eurosport — загальноєвропейська телевізійна спортивна мережа. Належить американській Discovery Communications Incorporated (100 %). Мережа каналів доступна в 54 країнах. Телепрограми транслюються 20 мовами. Eurosport має 12 офісів у Європі (Франція, Швеція, Велика Британія, Данія, Польща, Німеччина, Норвегія, Нідерланди, Іспанія, Швейцарія, Італія та Фінляндія), а також 2 в Азії (Гонконг та Японія).
У більшості країн транслюється так звана пан'європейська версія каналу. Проте у Великій Британії, Франції, Німеччині та Росії функціонують власні версії каналу, з перекладеними титрами та власною рекламою.
Перша трансляція мережі Eurosport відбулась 5 лютого 1989 року.
23 липня 2015 року компанія TF1 Group здійснила продаж своєї частки каналу — 49 % акцій компанії Discovery Communications.
9 травня 2025 року телеканали «Eurosport 1» і «Eurosport 2» розпочали мовлення українською мовою.

## Логотипи каналу

2001-2011 рік
2011-2015 рік
2015 рік
з 2015 року

## Контент
Eurosport широко висвітлює європейські та міжнародні спортивні події, а саме: ралі Дакар, ралі Монте-Карло; змагання з легкої атлетики, такі як чемпіонат світу та чемпіонат Європи; велосипедні гонки, як-от Тур де Франс, Джиро д'Італія та Вуельта Іспанії; змагання з тенісу, включаючи Відкритий чемпіонат Франції, Австралії та США; чемпіонат світу зі снукеру, ICC World Twenty20, чемпіонат світу з крикету, ICC Champions Trophy, Відкритий чемпіонат Англії з бадмінтону, Австралійську футбольну лігу, бої ARM, а також зимові та молодіжні види спорту, такі як катання на ковзанах і серфінг.

## Покриття мережі
Eurosport доступний у мережах 73 країн:
- Західна та північна Європа (17 країн):

| - Андорра - Австрія - Бельгія - Велика Британія - Данія - Ірландія | - Ісландія - Ліхтенштейн - Люксембург - Монако - Нідерланди - Німеччина | - Норвегія - Фінляндія - Франція - Швейцарія - Швеція |

- Центральна та східна Європа (22 країни):

| - Албанія - Білорусь - Болгарія - Боснія і Герцеговина - Естонія - Литва - Латвія | - Північна Македонія - Молдова - Польща - Румунія - Сербія - Словаччина | - Словенія - Угорщина - Україна - Хорватія - Чехія - Чорногорія |

- Південна Європа та Середземноморські країни (16 країн):

| - Алжир - Греція - Єгипет - Ізраїль - Іспанія - Італія | - Йорданія - Кіпр - Ліван - Лівія - Мальта | - Марокко - Португалія - Сан-Марино - Туніс - Туреччина |

- Азія та Тихоокеанський регіон (17 країн):

| - Австралія - Вірменія - Азербайджан - Бруней - В'єтнам - Гонконг - Індія | - Індонезія - Казахстан - Киргизстан - КНР - Малайзія - Мальдіви - М'янма | - Нова Зеландія - Росія - Сінгапур - Таїланд - Фіджі - Філіппіни - Японія |